# Justificação do sistema
A teoria da justificação do sistema (TJS) é uma teoria dentro da psicologia social na qual as crenças justificadoras do sistema servem a uma função psicologicamente paliativa. Propõe que as pessoas têm várias necessidades subjacentes, variando de indivíduo para indivíduo, que podem ser satisfeitas pela defesa e justificação do status quo, mesmo quando o sistema pode ser desvantajoso para certas pessoas. As pessoas têm necessidades epistêmicas, existenciais e relacionais que são atendidas e se manifestam como suporte ideológico para a estrutura predominante de normas sociais, econômicas e políticas. A necessidade de ordem e estabilidade e, portanto, a resistência a mudanças ou alternativas, por exemplo, pode ser um motivador para os indivíduos verem o status quo como bom, legítimo e até desejável.
De acordo com a teoria da justificação do sistema, as pessoas desejam não apenas manter atitudes favoráveis sobre si mesmas (justificação do ego) e os grupos aos quais pertencem (justificação de grupo), mas também manter atitudes positivas sobre a estrutura social abrangente na qual estão entrelaçadas. e se vêem obrigados a (justificação do sistema). Esse motivo justificador do sistema às vezes produz o fenômeno conhecido como favoritismo fora do grupo, uma aceitação da inferioridade entre grupos de baixo status e uma imagem positiva de grupos de status relativamente mais altos. Assim, a noção de que os indivíduos são simultaneamente defensores e vítimas das normas instiladas pelo sistema é uma ideia central na teoria da justificação do sistema. Além disso, a facilidade passiva de sustentar a estrutura atual, quando comparada ao preço em potencial (material, social, psicológico) de agir contra o status quo, leva a um ambiente compartilhado no qual os arranjos sociais, econômicos e políticos existentes tendem a ser preferidos. Alternativas ao status quo tendem a ser menosprezadas e a desigualdade tende a se perpetuar.